# Câmpia Europei de Est
Format:Referințe=ianuarie 2019

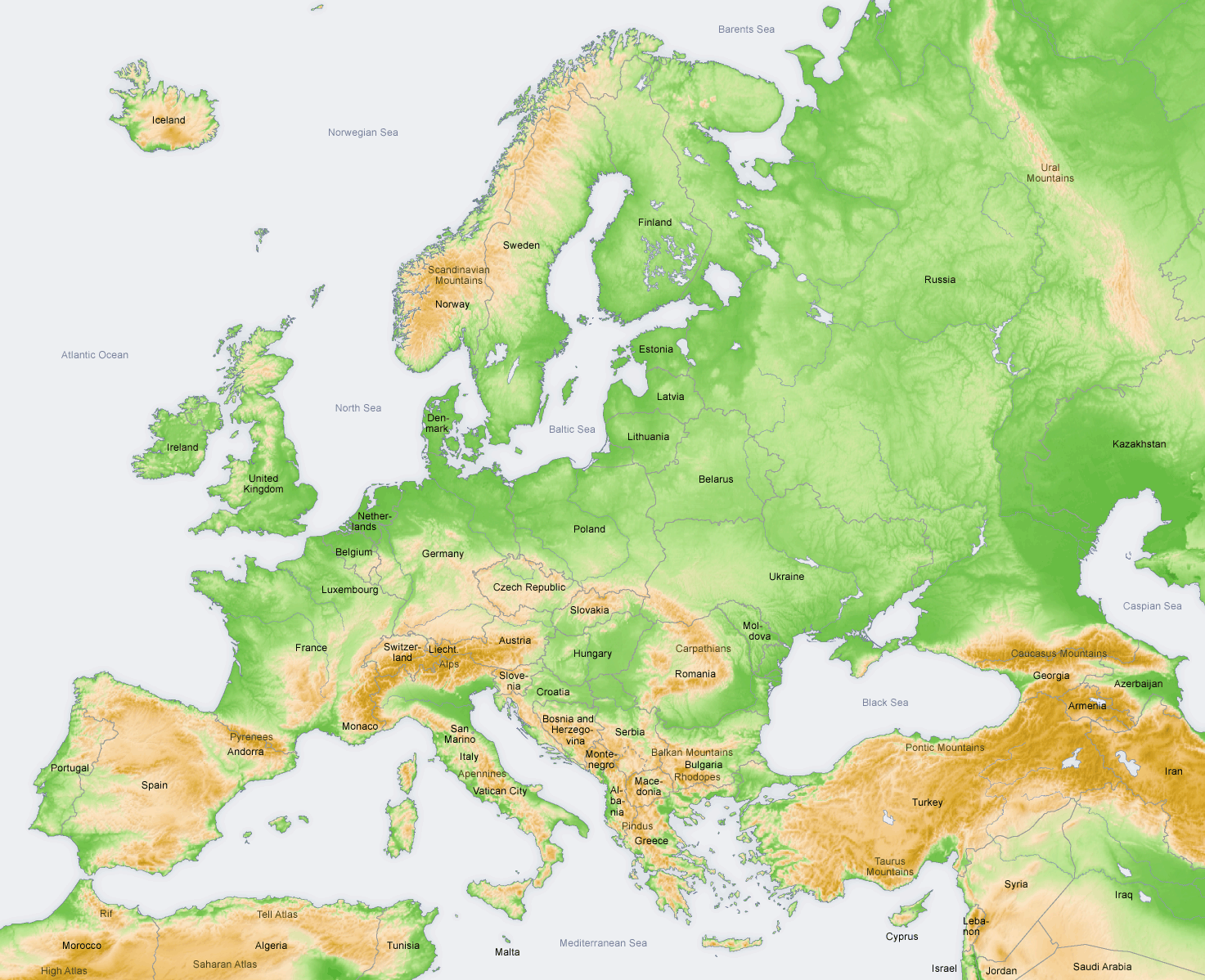

Câmpia Europeană de Est sau Câmpia Rusă este o câmpie care cuprinde o serie de bazine hidrografice din Europa de Est. Împreună cu Câmpia de Nord Europeană, aceasta formează Câmpia Europeană. Este cea mai mare zonă fără munți din peisajul european. Se întinde de la Munții Carpați, în vest, până la Munții Ural, în est, și de la Marea Neagră și Marea Caspică, în sud, până la Oceanul Arctic, în nord. În sud, câmpia a fost modelată de mările de demult, iar în nord-de ghețari. Partea centrală este puternic modelată de eroziunea fluvială. Câmpia Europei de Est este bogată în minereuri de fier, cărbune, petrol, gaze naturale, materiale de construcții, săruri etc. 
Situată la est de o linie imaginară care ar uni Marea Baltică cu Marea Neagră, Europa de Est reprezintă cea mai întinsă subdiviziune a continentului. Limita de est a Europei este trasată de Munții Ural, dar această limită se referă la continentul european ca unitate naturală, fizico-geografică, deoarece din punct de vedere politic Rusia continuă la est până la Oceanul Pacific.

## Clima
Câmpia Europei de Est are o climă temperat-continentală care se întinde între 40 grade și 60 grade latitudine nordică și sudică și este specifică regiunilor interioare ale continentelor. Verile sunt foarte călduroase. Temperatura medie a lunii iulie este de 20 grade Celsius și cea maximă de 40 grade Celsius.
Iernile sunt foarte geroase. Temperaturile minime pot ajunge la -40 grade Celsius. Vânturile cele mai frecvente bat dinspre nord și nord-est. Cantitatea de precipitații scade spre interiorul continentelor, unde climatul capătă un caracter arid, secetos. Clima temperat-continentală din emisfera nordică cuprinde partea centrală și de est a Europei, interiorul Asiei, cu pustiurile ei reci, partea centrală a Americii de Nord. În emisfera sudică această climă există doar în sudul Americii de Sud.

## Vegetația
Vegetația specifică acestor regiuni este stepa. Aici se găsesc ierburi mărunte și mulți arbuști. În zonele de stepă cresc ierburi scunde, care se dezvoltă în climatul temperat-continental în continuarea pădurilor de foioase. Sub denumirea de stepe sunt cunoscute ierburile din Europa și Asia.

## Fauna
Fauna specifică acestor regiuni este reprezentată de animale cum ar fi: hârciogul, popândăul, viezurele, iepurele, dropia și potârnichea.

## Solul
Este reprezentat de către cernoziomuri. Ele sunt cele mai fertile soluri, bogate în humus. Ele au o mare productivitate pentru culturile cerealiere: grâu, porumb, orz, secară.
Humusul dă fertilitate solului. În el se găsesc substanțe hrănitoare conținute inițial de resturile vegetale și animale. Din momentul formării humusului se poate vorbi de existența solului.

## Relieful
Relieful are altitudini reduse (sub 400 m), este relativ orizontal, estompat și caracteristica principală este aceea a unei câmpii întinse și netede. Relieful de câmpie este doar apartenent, deoarece, analizându-se structura lui geologică se observă că în realitate este un podiș străvechi, erodat. Placa pe care este așezată această parte a continentului are o grosime mare, este foarte rigidă și aproape imobilă aflându-se pe cel mai vechi nucleu continental.